# Ceratoglanis pachynema
Ceratoglanis pachynema är en fiskart som beskrevs av Ng, 1999. Ceratoglanis pachynema ingår i släktet Ceratoglanis och familjen malfiskar. IUCN kategoriserar arten globalt som akut hotad. Inga underarter finns listade i Catalogue of Life.